# Gyde
Gyde ist ein weiblicher Vorname. Er ist dänischer bzw. friesischer Herkunft und bedeutet Gottesfriede oder die Göttliche.

## Namensträgerinnen
- Gyde Callesen (* 1975), deutsche Schriftstellerin
- Gyde Hansen (* 1947), dänische Sprach- und Übersetzungswissenschaftlerin
- Gyde Jensen (* 1989), deutsche Politikerin
- Gyde Köster (* 1945), deutsche Politikerin

Siehe auch:
- Güde